# Porta d'Ixtar
La porta d'Ixtar (arameu: ܕܵܪܘܲܐܙܲܐ ܕܥܵܐܫܬܲܪ, darwaza Ištar; àrab: بوابة عشتار, bawāba ʿIxtār) era una de les vuit portes d'accés a la ciutat interior de Babilònia. Fou construïda vers el 575 aC per ordre del rei Nabucodonosor II a la cara nord de la ciutat. Era part d'una via processional murallada que conduïa a la ciutat.
Dedicada a la deessa babilònica Ixtar, la porta fou construïda amb rajoles vidriades majoritàriament blaves (cosa que la feia contrastar fortament amb tots els edificis del seu voltant, que eren majoritàriament de tons daurats o vermellosos). La decoració, en fileres, alterna baixos relleus de dracs, urs, lleons i altres éssers mitològics. La part inferior i l'arc de la porta estan decorats per fileres de grans flors semblants a margarides. La porta tenia originàriament dues esfinxs dins de l'arc de la porta, que s'han perdut avui en dia.
Les restes de la porta original van ser descobertes a Babilònia durant les campanyes arqueològiques alemanyes de 1902 a 1914. La majoria de fragments es va traslladar a Alemanya, on es va reconstruir la porta al Museu de Pèrgam de Berlín, el 1930, lloc on segueix actualment en exposició. Alguns dels relleus originals de lleons, dracs i urs es troben actualment repartits en diversos museus, com ara el Museu Arqueològic d'Istanbul, l'Institut d'Arts de Detroit, el Museu Metropolità d'Art de Nova York, l'Institut Oriental de Chicago, el Museu de l'Escola de Disseny de Rhode Island i el Museu de Belles Arts de Boston.
Hi va haver diferents fases de construcció per a la porta d'Ixtar, que modificaren cada vegada la seva decoració: la primera fase és caracteritzada per una decoració esmaltada, i l'última pels baixos relleus. L'ur simbolitza el déu Adad (déu de la tempesta). El drac (mušḫuššu) és una criatura híbrida: una cua i un cos de serp i el seu cap és una representació del déu Marduk. En un costat de la porta s'hi pot observar una inscripció dictada per Nabucodonosor II explicant els detalls de la construcció.

## Història

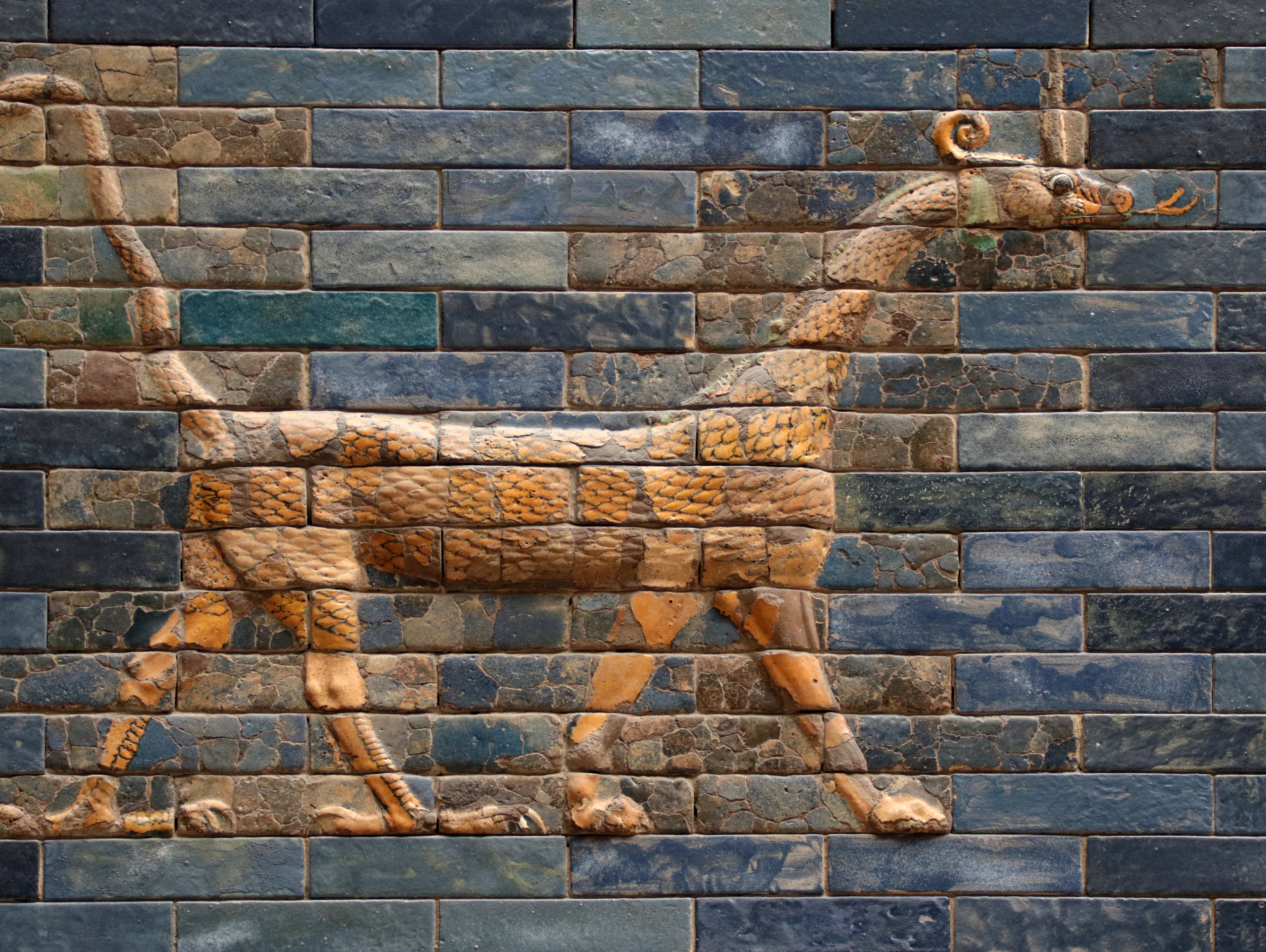
Un dels dracs mušḫuššu de la porta

Nabucodonosor II va regnar en el període 604–562 aC, el periode més puixant de l'Imperi Neobabilònic. És conegut com el conqueridor bíblic que va capturar Jerusalem. Nabucodonosor II va ordenar la construcció de la porta i la va dedicar a la deessa babilònica Ixtar. La porta fou construïda fent servir maons vidriats, amb fileres de baixos relleus representant mušḫuššus (dracs), urs (braus), i lleons, que simbolitzaven els deus Marduk, Adad, i Ixtar respectivament.
El sostre i les portes de la porta estaven fetes de cedre, segons la placa dedicatòria. Els maons de la porta es cobrien amb un esmalt blau que representava lapislàtzuli, una pedra semipreciosa de color blau profund que es venerava a l'antiguitat per la seva brillantor intensa. Els maons vidriats blaus haurien donat a la façana la brillantor pròpia d'una joia. Per la porta passava el camí processional, que es trobava voltat de parets que mostraven uns 120 lleons, bous, dracs i flors en maons vidriats grocs i negres, que simbolitzaven la deessa Ixtar. La porta en sí només representava déus i deesses. Aquests incloïen Ixtar, Adad i Marduk. Durant les celebracions de l'Any Nou, estàtues de les divinitats desfilaven per la porta i pel camí processional.
La porta, que formava part de les muralles de Babilònia, va ser considerada una de les originals set meravelles del món. Va ser substituïda en aquesta llista pel Far d'Alexandria el segle iii aC.

## Disseny
La part davantera de la porta té un disseny en baix relleu amb un patró repetit d'imatges de dos dels déus majors del panteó babiloni. Marduk, la deïtat nacional i el déu principal, es representa com un drac amb el cap i la cua semblants a una serp, un cos de lleó i potents talons per les potes posteriors. Marduk era considerat com el campió diví del bé contra el mal, i les pregàries dels babilonis sovint cercaven la seva protecció.

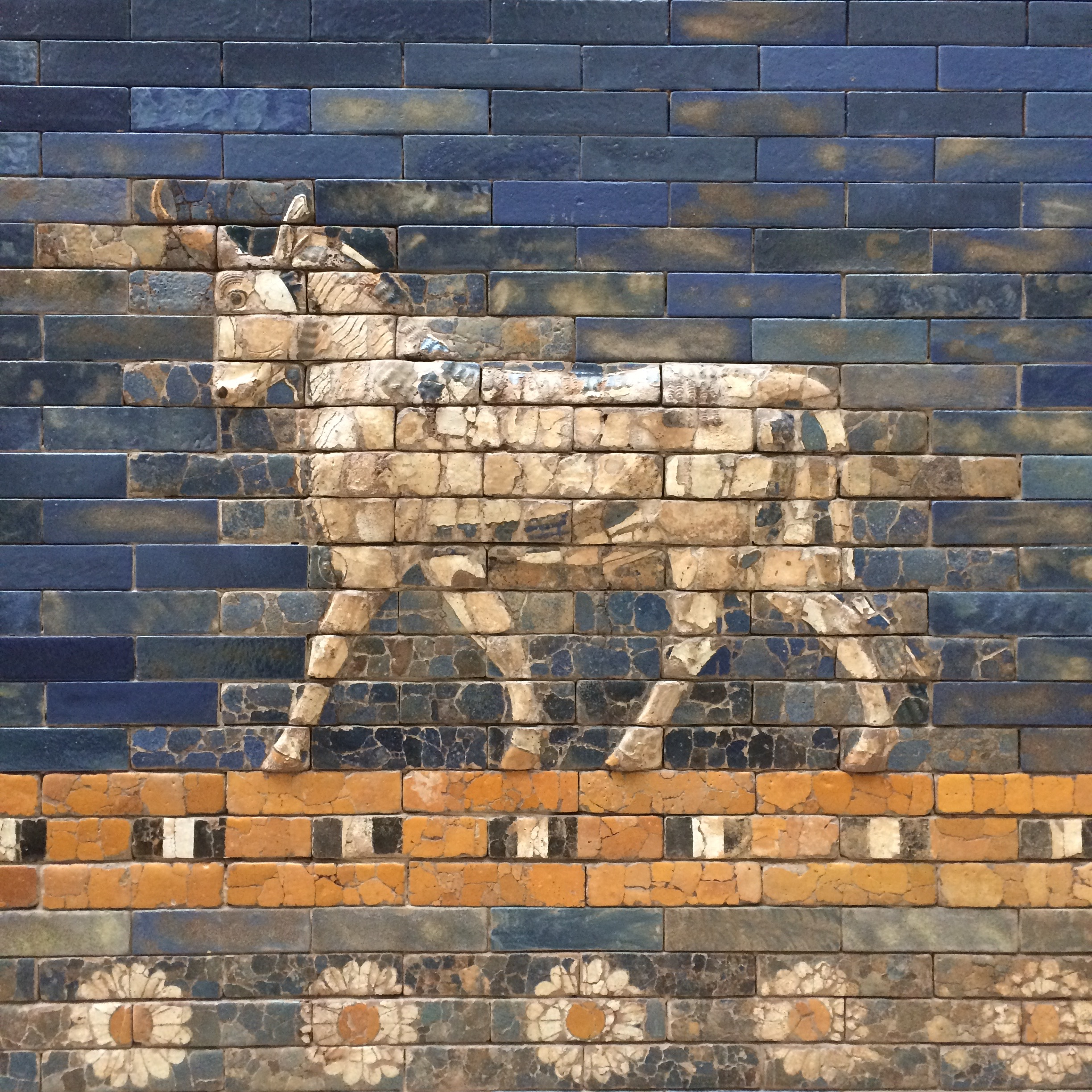
Un ur sobre una sanefa de flors; els maons que hi mancaven han estat substituïts

El segon déu que es mostra en el patró de relleus de la porta d'Istar és Adad (també conegut com a Ishkur), l'animal sagrat del qual era l'ur, un ancestre del bestiar actualment extingit. Adad tenia poder sobre les tempestes destructives i les pluges beneficioses. El disseny de la porta d'Ixtar també inclou vores lineals i patrons de rosetes, sovint vistos com a símbols de fertilitat.
Els maons de la porta d'Ixtar estaven fets d'argila de textura fina premsada en motlles de fusta. Cadascun dels relleus dels animals es va fer també amb maons formats mitjançant fang premsat en motlles reutilitzables. Les juntures entre els maons estaven planejades amb cura per tal que no coincidissin amb els ulls dels animals ni cap altre lloc estèticament inacceptable. Els maons es van assecar al sol i es van coure una vegada abans del vidre. L'argila era de color vermell marronós en aquest estat de cocció.
Els esmalts de fons són principalment d'un blau viu, que imita el color del molt apreciat lapislàtzuli. Els vidres daurats i marrons s'utilitzen per a les imatges d'animals. Les sanefes i les rosasses estan vidriades de negre, blanc i daurat. Es creu que la recepta d'esmalt utilitzava cendres vegetals, conglomerats de gres i còdols per als silicats. Aquesta combinació es va fondre repetidament, refredar i després pulveritzar. Aquesta barreja de sílice i fluxos s'anomena frita. Es van afegir minerals productors de color, com el cobalt, a les formulacions finals d'esmalt. A continuació, es va pintar sobre els maons de galeta i es va portar a una temperatura més elevada en un tret d'esmalt.
Després de coure l'esmalt, es van muntar els maons, deixant juntures horitzontals estretes d'un a sis mil·límetres. Les juntures es van segellar amb una substància viscosa de color negre anomenada bitumen, com l'asfalt modern. La porta d'Ixtar és només una petita part del disseny de l'antiga Babilònia que també incloïa el palau, temples, una fortalesa interior, muralles, jardins, altres portes i el camí processional. Segons la estimació, la luxosa ciutat va ser decorada amb més de 15 milions de maons cuits.

## Porta i via processional
Un cop l'any, la porta d'Ixtar i la via processional que hi connectava eren utilitzats per a la processó d'any nou, que formava part d'una festivitat religiosa que celebrava l'inici de l'any agrícola. A Babilònia, els rituals que envoltaven aquestes festes duraven dotze dies. Les celebracions de Cap d'Any començaven immediatament després de la collita d'ordi, en el moment de l'equinocci vernal. Aquest era el primer dia de l'antic mes de Nisan, equivalent a la data actual del 20 o 21 de març.
La via processional, que es va traçar amb més de mitja milla de longitud, s'estenia al nord des de la porta d'Ixtar i va ser dissenyada amb imatges en relleu de lleons, el símbol de la deessa Ixtar (també coneguda com a Inanna) deessa de la guerra, del drac de Marduk, el senyor dels déus, i del bou d'Adad, el déu de la tempesta. Adorada com a mestressa dels cels, Ixtar representava el poder de l'atracció sexual i es pensava que era salvatge i decidida. Simbolitzada per l'estel i el seu animal sagrat, el lleó, també era la deessa de la guerra i la protectora de les dinasties governants i els seus exèrcits. La idea de protecció de la ciutat s'incorpora encara més a aquest disseny de la passarel·la mitjançant l'ús de cresteria a banda i banda fins a l'entrada de la ciutat.
Els costats de la via processional estaven decorats amb frisos amb seixanta lleons ferotges que representaven Ixtar, dissenyats amb variacions en el color de la pell i les melenes. Al costat est, tenien el peu esquerre endavant, i al costat oest, tenien el peu dret cap endavant. Cada lleó estava format per quaranta-sis maons modelats en onze files. Els lleons estan representats sobre un fons de rajola esmaltada blava i una sanefa de color taronja que recorre la part inferior de la paret. Tenint el cos blanc i una melena groga, el lleó d'Ixtar era una personificació del naturalisme viu que millorava encara més la glòria de la via processional de Babilònia.
L'objectiu de les celebracions de Cap d'Any era afirmar la supremacia de Marduk i del seu representant a la Terra, el rei, i d'agrair la fertilitat de la terra.
El camí processional estava pavimentat amb grans peces de pedra col·locades en un llit de betum i fa fins a 66 metres d'ample en alguns punts. Aquest carrer sortia de l'Eufrates a través del districte dels temples i els palaus i fins a la porta d'Ixtar.
- Via processional reconstruïda, vista general.
- Vista lateral de la via processional reconstruïda.
- Baix relleu de lleons de la via processional.
- Un dels lleons caminant.
- Detall de les flors i la sanefa

## Inscripció de Nabucodonosor II

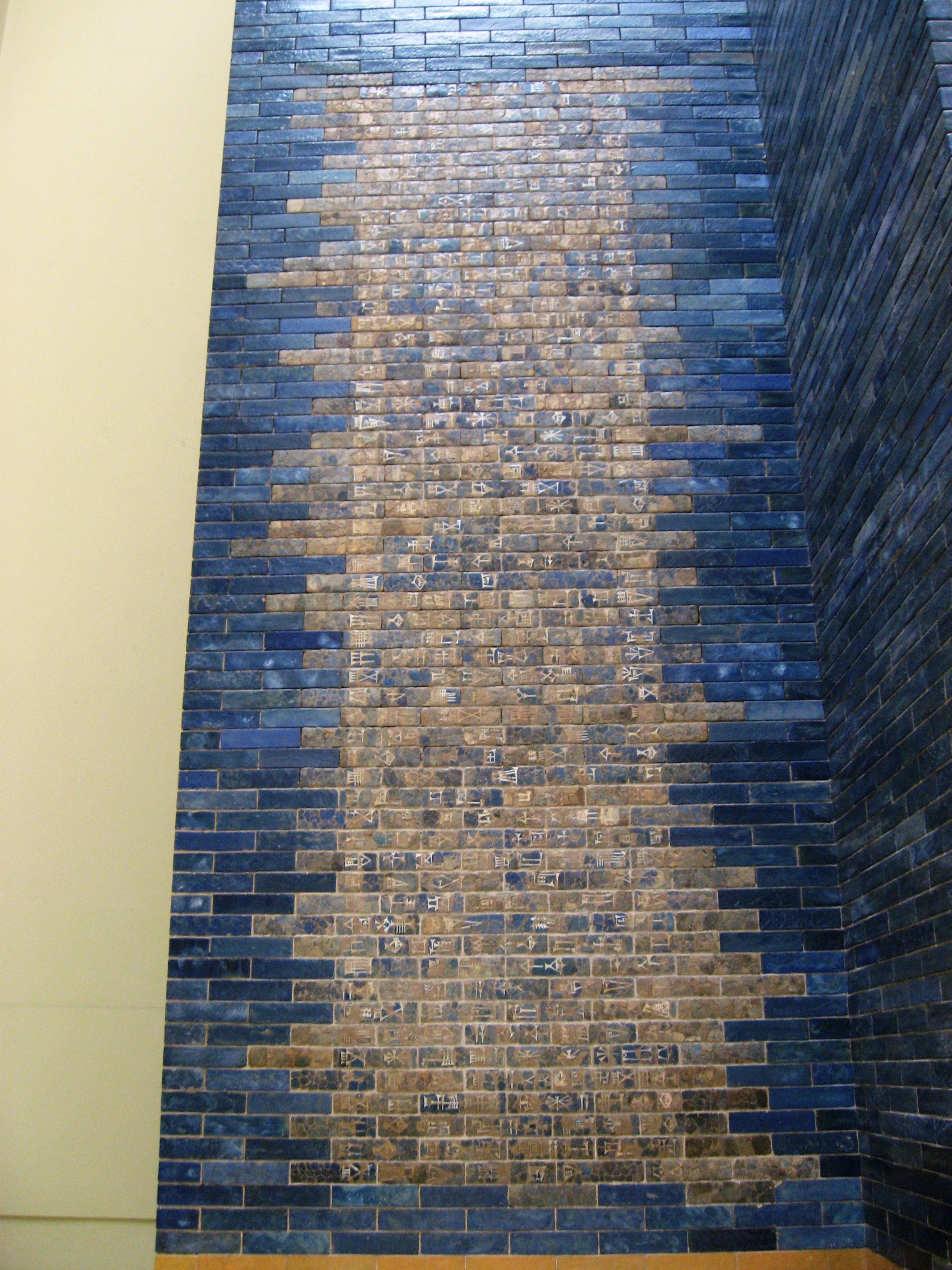
La inscripció cuneïforme de la Porta d'Ixtar al Museu de Pèrgam de Berlín.

La inscripció de la porta d'Ixtar està escrita en escriptura cuneïforme accadiana en maons vidriats blancs i blaus i era una dedicatòria de Nabucodonosor per explicar l'objectiu de la porta. Al mur de la porta d'Ixtar, la inscripció fa 15 metres d'alçada per 10 metres d'amplada i inclou 60 línies d'escriptura. La inscripció es va crear al mateix temps que la construcció de la porta, al voltant dels 605–562 aC.
Inscripció:
«Nabucodonosor, Rei de Babilònia, el príncep pietós designat per la voluntat de Marduk, el màxim príncep sacerdotal, estimat de Nabu, de deliberació prudent, que ha après a abraçar la saviesa, que va entomar llur (de Marduk i Nabu) divinitat i reverencia la seva Majestat, el governador incansable, que sempre té en al cor la cura del culte d'Esagila i Ezida i es preocupa constantment pel benestar de Babilònia i de Borsippa, el savi, l'humil, el cuidador d'Esagila i Ezida, el primer fill de Nabopolassar, el rei de Babilònia, sóc jo.
Les dues entrades de porta de la (muralla de la ciutat) Imgur-Ellil i Nemetti-Ellil després del creixement dels carrers de Babilònia s'havien tornat cada cop més baixes. (Per tant,) Vaig baixar aquestes portes i vaig posar els fonaments a la capa d'aigua amb asfalt i maons i els vaig fer de maons de pedra blava sobre els quals es representaven meravellosos toros i dracs. Vaig tapar els terrats posant-hi cedres majestuosos per sobre. Vaig fixar portes de fusta de cedre adornades amb bronze a totes les obertures de la porta. Vaig col·locar toros salvatges i dracs ferotges a les passeres i així adornar-les amb un esplendor luxós perquè la humanitat els mirés meravellada.

Deixaré el temple d'Esiskursiskur, la casa més alta de Marduk, el senyor dels déus, un lloc d'alegria i joia per a les deïtats majors i menors, es construirà ferma com una muntanya al recinte de Babilònia, d'asfalt i maons cuits.»

## Excavació i exposició

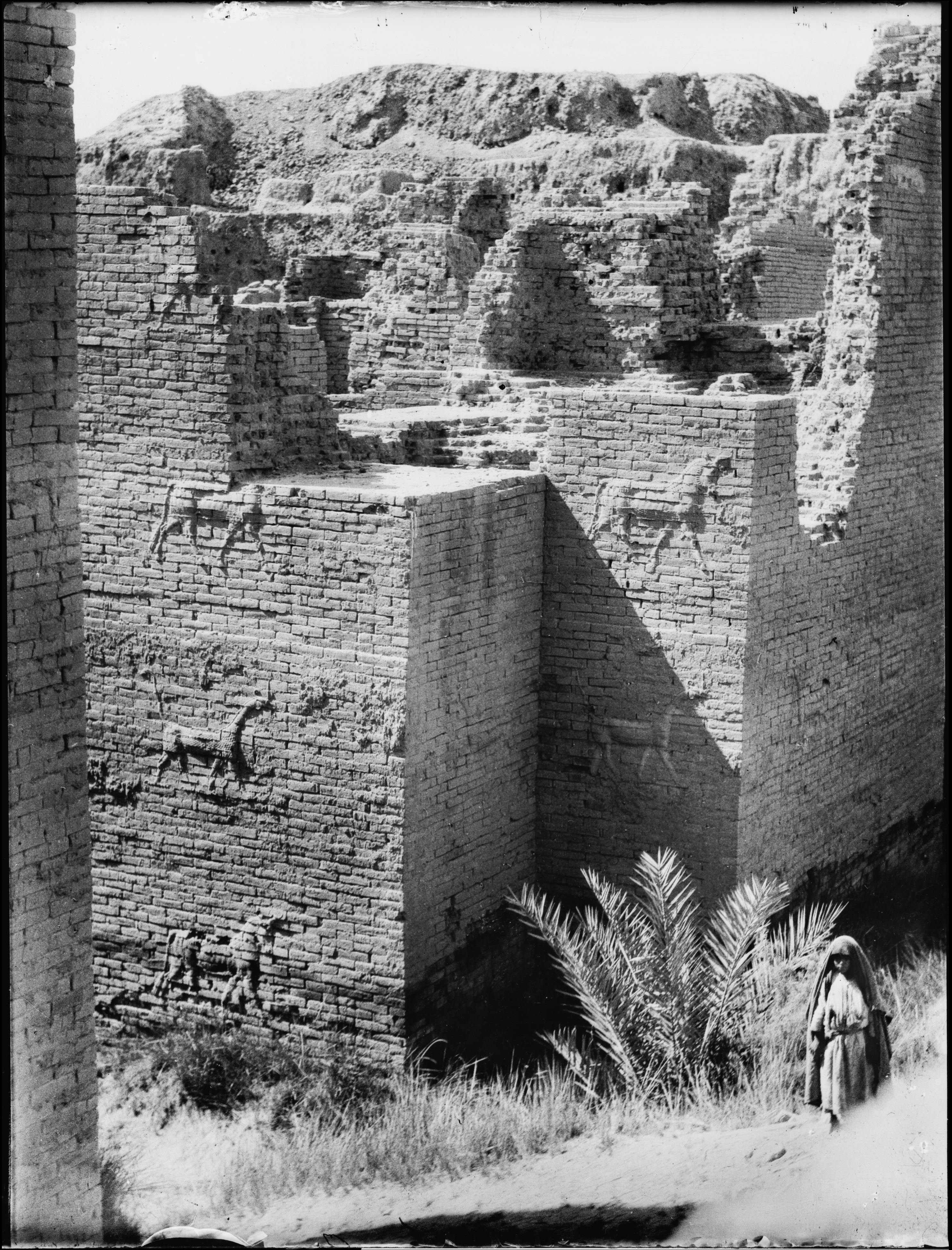
Foto de les restes in situ els 1930s al lloc de l'excavació a Babilònia.

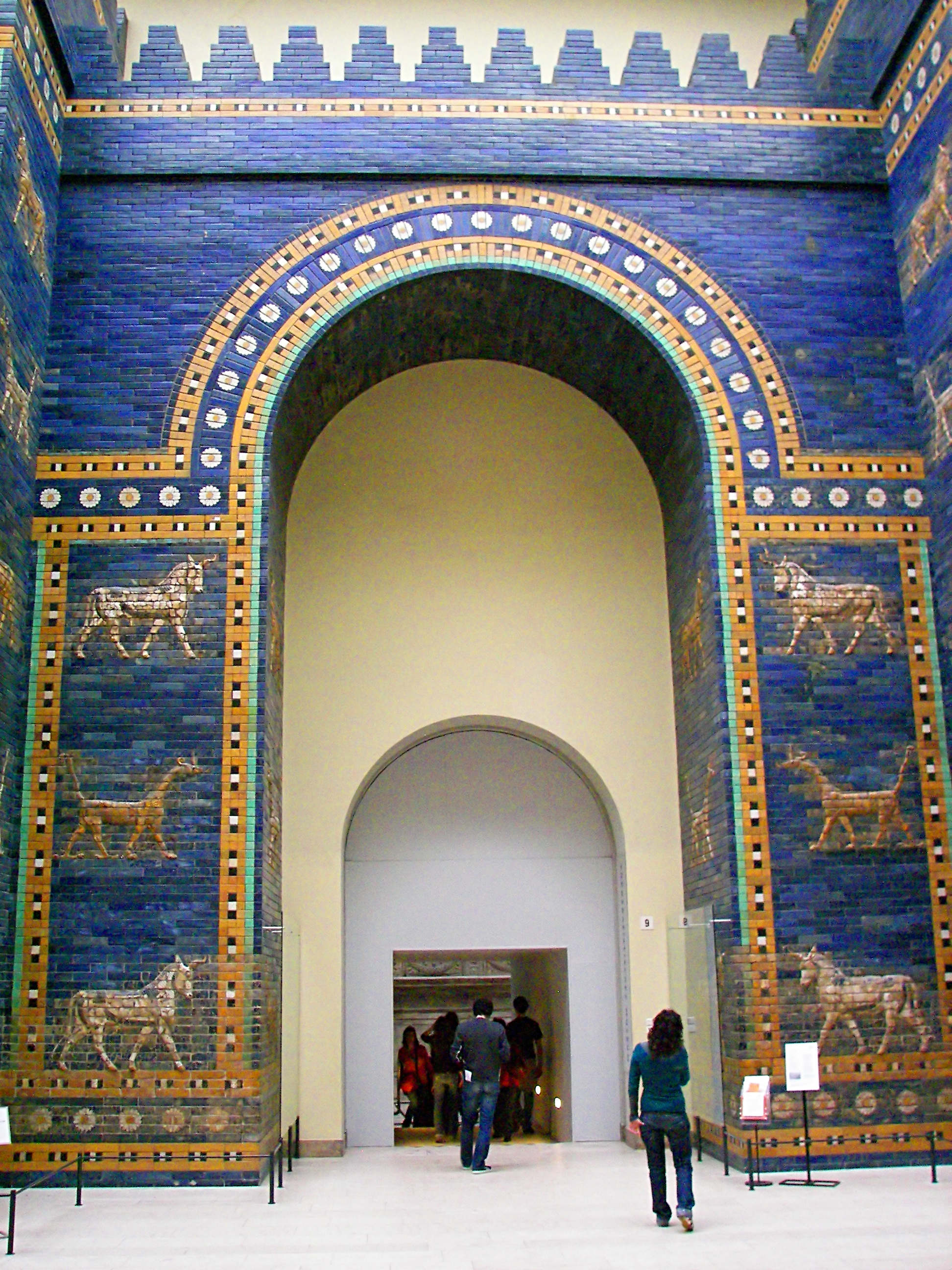
La porta, al Museu de Pèrgam.

Mercès al material excavat per Robert Koldewey fins als 1930s, fou possible la reconstrucció de la Porta d'Ixtar i la via processional. Fa 14 metres d'alçada i 30 d'amplada. L'excavació va durar de 1902 a 1914, i, durant aquest període, es van excavar 14 metres dels fonaments de la porta.
Claudius James Rich, resident britànic a Bagdad, i historiador autodidacte, va fer una recerca personal sobre Babilònia perquè li semblava intrigant. Recollint dades sobre el terreny, estava determinat a descobrir les meravelles del món antic. Els registres topogràfics de C. J. Rich a les ruïnes de Babilònica foren els primers mai publicats, el 1815. El seu treball fou reimprès a Anglaterra almenys tres cops. C. J. Rich i molts altres visitants del segle xix van pensar que sota un monticle de Babilònia hi havia un palau reial, i això va ser confirmat per les excavacions de Robert Koldewey, que va trobar dos palaus del rei Nabucodonosor i la porta d'Ixtar. Robert Koldewey, un reeixit excavador alemany, havia realitzat treballs anteriors per al Museu Reial de Berlín, amb les seves excavacions a Surghul (Antiga Nina) i Al-Hiba (antiga Lagash) el 1887. La participació de Koldewey en l'excavació de Babilònia va començar el 1899.
El mètode amb què es trobaven còmodes els britànics era el d'excavar túnels i trinxeres profundes, cosa que feia malbé l'arquitectura de maons de fang dels fonaments. En lloc d'això, es va suggerir que l'equip d'excavació se centrés en tauletes i altres artefactes en lloc de dedicar-se als edificis que s'esmicolaven. Malgrat el caràcter destructiu de l'arqueologia emprada, el registre de dades va ser immensament més exhaustiu que en les excavacions mesopotàmiques anteriors. Walter Andre, un dels molts ajudants de Koldewey, va ser arquitecte i dibuixant, el primer a Babilònia. La seva contribució fou gran en la documentació i reconstrucció de Babilònia. Al lloc es va construir un petit museu i Andre va ser-ne el primer director.
Una de les reconstruccions arquitectòniques més complexes i impressionants de la història de l'arqueologia fou la reconstrucció de la porta d'Ixtar de Babilònia i del camí processional, a Berlín. Centenars de caixes de fragments de maons vidriats van ser dessalinitzats amb cura i després es van combinar. Es van combinar fragments amb nous maons cuits en un forn especialment dissenyat per tornar a crear el color i l'acabat correctes. Era una porta doble; la part que es mostra avui al Museu de Pèrgam és la part frontal més petita. La part posterior, més gran, es considerava massa gran per adaptar-se a les restriccions de l'estructura del museu, i es troba emmagatzemada.
Parts de la porta i lleons de la via processional es troben en altres museus de tot el món. Només quatre museus tenen dracs, i la majoria tenen lleons. El Museu Arqueològic d'Istanbul té lleons, dracs, i urs. La Ny Carlsberg Glyptotek de Copenhagen, Dinamarca, té un lleó, un drac, i un ur. El Detroit Institute of Arts té un drac. El Röhsska Museum de Goteborg, Suècia, té un drac i un lleó; el Louvre, el Museu Estatal d'Art Egipci de Múnic, i el Kunsthistorisches Museum de Viena, el Royal Ontario Museum de Toronto, el Metropolitan Museum of Art de Nova York, l'Oriental Institute de Chicago, el Rhode Island School of Design Museum, el Museum of Fine Arts de Boston, i la Yale University Art Gallery de New Haven, Connecticut, tenen tots lleons. Un dels lleons de la via processional fou cedit el 2014 pel Vorderasiatisches Museum de Berlín al Museu Britànic.
Saddam Hussein va fer construir una reproducció de la porta, de mida més petita, al lloc original, com a entrada d'un museu que no es va arribar a completar mail. Juntament amb el palau restaurat, la porta es va completar el 1987. La construcció es va fer imitant les tècniques que es van utilitzar per a la porta original. La rèplica sembla similar a l'original restaurada, però és notablement més petita. L'objectiu de la construcció de la rèplica era un intent de tornar a connectar-se a la història de l'Iraq. Aquesta obra fou malmesa durant la guerra de l'Iraq, afectada pel fet que la 155a divisió de combat nord-americana va establir la seva base dins les muralles de Babilònia.

## Galeria
- La porta al Museu de Pèrgam de Berlín
- Reproducció de la porta al seu lloc original, el 2004
- Urs i mušḫuššus de la porta, Museu d'Istanbul
- Enrajolat lateral de la porta
- Drac Mušḫuššu al Museu d'Istanbul
- Drac Mušḫuššu al Museu d'Istanbul, detall
- Lleó al Museu d'Istanbul
- Lleó al Museu d'Istanbul, detall
- Baix relleu d'un ur al Museu de Berlín